# Yvan Vaffan
Yvan Vaffan, également intitulé dans sa primo-version Les Aventures d'Ivan Vaffan,, est un ballet de danse contemporaine du chorégraphe français Jean-Claude Gallotta, créé en 1984 lors de la première édition de la Biennale de la danse de Lyon. Écrit pour dix ou onze danseurs sur une musique originale d'Henry Torgue et Serge Houppin, il est considéré comme l'une des pièces importantes du chorégraphe.
Jean-Claude Gallotta a rechorégraphié le ballet en 2012 dans une nouvelle version orchestrée par Strigall.

## Historique
Ivan ou Yvan Vaffan est un personnage fictif, danseur et chorégraphe stambouliote qui toute sa vie s'est consacré — jusqu'à l'écœurement — à l'étude du pas de deux classique avant d'abandonner la danse. Sur cette trame de base inventée par Jean-Claude Gallotta, le chorégraphe décide de composer un ballet en quatre tableaux autour des « figures imposées » de la technique du ballet classique (pas de deux, grand jeté, pirouette, travail à la barre, etc) dont le centre est un duo parodique entre ballerine et danseur avec une fin violente. Gallotta développe son style et ses techniques propres de danse de groupe (petits pas, déplacement latéraux de cour à jardin) associés à une scénographie assez simple et des costumes décalés (utilisation de jupettes lacérées pour les hommes et les femmes et chaussures vernies noires sur chaussettes blanches, l'une des signatures visuelles du chorégraphe).
La pièce est créée en 1984 à l'opéra de Lyon lors de la première édition de la Biennale de la danse de Lyon dirigée par Guy Darmet. Le succès de la pièce, auprès du public et de la critique, soudera un peu plus les membres du Groupe Émile Dubois qui seront dès lors qualifiés de « tribu Gallotta,, ».
Depuis le début des années 1990, Jean-Claude Gallotta s'attache à revisiter ponctuellement son répertoire en rechorégraphiant ses pièces principales. Assisté de Mathilde Altaraz, il décide en 2012 (après Ulysse, Daphnis é Chloé etc) de remonter Les Aventures d'Ivan Vaffan, qui deviennent pour l'occasion Yvan Vaffan, dans une version revue par l'époque et la patine des trente années qui ont passé,, ainsi que réorchestrée sur une musique de Strigall. La pièce est recréée, pour sa première, le 8 janvier 2013 à la MC2 de Grenoble.

## Les différentes versions et leurs fiches techniques

### Première versionLes Aventures d'Ivan Vaffan(1984)
- Chorégraphie : Jean-Claude Gallotta
- Danseurs : Éric Alfieri, Mathilde Altaraz, Christophe Delachaux, Juan Carlos-Garcia, Corinne Duval, Jean-Claude Gallotta, Pascal Gravat, Lucie Moormann, Déborah Salmirs, Robert Seyfried et Ana Teixido
- Musique : Henry Torgue et Serge Houppin
- Scénographie et costumes : Jean-Yves Langlais
- Lumières : Manuel Bernard
- Première de la création : 1984
- Production : Groupe Émile Dubois et Maison de la culture de Grenoble
- Durée : environ 115 minutes
- Représentations : ?

### Deuxième versionYvan Vaffan(2013)
- Chorégraphie : Jean-Claude Gallotta
- Assistante chorégraphique : Mathilde Altaraz
- Danseurs : Ximena Figueroa, Ibrahim Guetissi, Mathieu Heyraud, Georgia Ives, Bruno Maréchal, Cécile Renard, Gaetano Vaccaro, Thierry Verger, Stéphane Vitrano et Béatrice Warrand
- Dramaturgie : Claude-Henri Buffard
- Musique : Strigall
- Scénographie : Manuel Bernard et Jeanne Dard d'après celle de Jean-Yves Langlais
- Lumières : Manuel Bernard
- Costumes : Marion Mercier et Jacques Schiotto d'après ceux de Jean-Yves Langlais
- Production : Centre chorégraphique national de Grenoble et MC2 de Grenoble
- Première de la deuxième version : 8 janvier 2013 à la MC2 de Grenoble[2]
- Durée : environ 90 minutes
- Représentations : ?